# Olympische Sommerspiele 2016/Schwimmen – 100 m Brust (Frauen)
Der Wettbewerb über 100 Meter Brust der Frauen bei den Olympischen Spielen 2016 in Rio de Janeiro wurde am 7. und 8. August 2016 im Estádio Aquático Olímpico ausgetragen. 44 Athletinnen nahmen daran teil. 
Es fanden sechs Vorläufe statt. Die 16 schnellsten Schwimmerinnen aller Vorläufe qualifizierten sich für die beiden Halbfinals, die am gleichen Tag ausgetragen wurden. Für das Finale am nächsten Tag qualifizierten sich hier die acht schnellsten Starterinnen beider Läufe. 
Abkürzungen:

WR = Weltrekord, OR = olympischer Rekord, NR = nationaler Rekord

ER = Europarekord, NAR = Nordamerikarekord, SAR = Südamerikarekord, ASR = Asienrekord, AFR = Afrikarekord, OZR = Ozeanienrekord

PB = persönliche Bestleistung, JWB = Jahresweltbestzeit

## Bestehende Rekorde
| Weltrekord         | Rūta Meilutytė ( Litauen)  | 1:04,35 min | Barcelona, Spanien          | 7. August 2009  |
| Olympischer Rekord | Leisel Jones ( Australien) | 1:05,17 min | Peking, Volksrepublik China | 10. August 2008 |

## Titelträger
| Olympiasieger | Rūta Meilutytė ( Litauen)   | 1:05,47 min | London 2012 |
| Weltmeister   | Julija Jefimowa ( Russland) | 1:05,66 min | Kasan 2015  |
| Europameister | Rūta Meilutytė ( Litauen)   | 1:06,17 min | London 2016 |

## Vorlauf

### Vorlauf 1
| Platz | Name               | Nation       | Zeit        | Anmerkung |
| ----- | ------------------ | ------------ | ----------- | --------- |
| 1     | Darya Semyonova    | Turkmenistan | 1:19,84 min |           |
| 2     | Rechael Tonjor     | Nigeria      | 1:21,43 min |           |
| 3     | Teona Bostaschwili | Georgien     | 1:22,91 min |           |
| 4     | Daniah Hagul       | Libyen       | 1:25,47 min |           |

### Vorlauf 2
| Platz | Name           | Nation                         | Zeit        | Anmerkung |
| ----- | -------------- | ------------------------------ | ----------- | --------- |
| 1     | Maria Romanjuk | Estland                        | 1:09,49 min |           |
| 2     | Jinq En Phee   | Malaysia                       | 1:10,22 min |           |
| 3     | Darja Talanowa | Kirgisistan                    | 1:10,94 min |           |
| 4     | Tatiana Chisca | Moldau                         | 1:11,37 min |           |
| 5     | Evita Leter    | Suriname                       | 1:14,96 min |           |
| 6     | Pilar Shimizu  | Guam                           | 1:16,65 min |           |
| 7     | Izzy Joachim   | St. Vincent und die Grenadinen | 1:17,37 min |           |
| 8     | Jamila Lunkuse | Uganda                         | 1:19,64 min |           |

### Vorlauf 3
| Platz | Name                | Nation         | Zeit        | Anmerkung |
| ----- | ------------------- | -------------- | ----------- | --------- |
| 1     | Jenna Laukkanen     | Finnland       | 1:07,35 min |           |
| 2     | Molly Renshaw       | Großbritannien | 1:07,92 min |           |
| 3     | Anna Sztankovics    | Ungarn         | 1:08,06 min |           |
| 4     | Martina Moravčíková | Tschechien     | 1:08,50 min |           |
| 5     | Sophie Hansson      | Schweden       | 1:08,67 min |           |
| 6     | Amit Ivry           | Israel         | 1:09,42 min |           |
| 7     | Yvette Man-Yi Kong  | Hongkong       | 1:09,56 min |           |
| 8     | Tjasa Vozel         | Slowenien      | 1:11,15 min |           |

### Vorlauf 4
| Platz | Name                  | Nation             | Zeit        | Anmerkung |
| ----- | --------------------- | ------------------ | ----------- | --------- |
| 1     | Katie Meili           | Vereinigte Staaten | 1:06,00 min |           |
| 2     | Rikke Møller Pedersen | Dänemark           | 1:06,58 min |           |
| 2     | Taylor McKeown        | Australien         | 1:06,73 min |           |
| 4     | Rachel Nicol          | Kanada             | 1:06,85 min |           |
| 5     | Kanako Watanabe       | Japan              | 1:07,22 min |           |
| 6     | Georgia Bohl          | Australien         | 1:07,96 min |           |
| 7     | Fanny Lecluyse        | Belgien            | 1:08,80 min |           |
| 8     | Darja Tschikunowa     | Russland           | 1:09,12 min |           |

### Vorlauf 5
| Platz | Name                   | Nation         | Zeit        | Anmerkung |
| ----- | ---------------------- | -------------- | ----------- | --------- |
| 1     | Julija Jefimowa        | Russland       | 1:05,79 min |           |
| 2     | Alia Atkinson          | Jamaika        | 1:06,72 min |           |
| 3     | Jennie Johansson       | Schweden       | 1:06,84 min |           |
| 4     | Chloé Tutton           | Großbritannien | 1:06,88 min |           |
| 5     | Viktoriya Zeynep Güneş | Türkei         | 1:07,14 min |           |
| 6     | Arianna Castiglioni    | Italien        | 1:07,32 min |           |
| 7     | Martina Carraro        | Italien        | 1:07,56 min |           |
| 8     | Fiona Doyle            | Irland         | 1:07,58 min |           |

### Vorlauf 6
| Platz | Name                      | Nation             | Zeit        | Anmerkung |
| ----- | ------------------------- | ------------------ | ----------- | --------- |
| 1     | Lilly King                | Vereinigte Staaten | 1:05,78 min |           |
| 2     | Rūta Meilutytė            | Litauen            | 1:06,35 min |           |
| 3     | Shi Jinglin               | China              | 1:06,55 min |           |
| 4     | Hrafnhildur Lúthersdóttir | Island             | 1:06,81 min |           |
| 5     | Satomi Suzuki             | Japan              | 1:06,99 min |           |
| 6     | Jessica Vall Montero      | Spanien            | 1:07,07 min |           |
| 7     | Kierra Smith              | Kanada             | 1:07,41 min |           |
| 8     | Xinyu Zhang               | China              | 1:07,59 min |           |

## Halbfinale

### Lauf 1
8. August 2016, 03:29 Uhr MEZ
| Platz | Name                  | Nation         | Zeit        | Anmerkung |
| ----- | --------------------- | -------------- | ----------- | --------- |
| 1     | Julija Jefimowa       | Russland       | 1:05,72 min |           |
| 2     | Rūta Meilutytė        | Litauen        | 1:06,44 min |           |
| 3     | Jennie Johansson      | Schweden       | 1:07,06 min |           |
| 4     | Rikke Møller Pedersen | Dänemark       | 1:07,07 min |           |
| 5     | Taylor McKeown        | Australien     | 1:07,12 min |           |
| 6     | Chloé Tutton          | Großbritannien | 1:07,29 min |           |
| 7     | Kanako Watanabe       | Japan          | 1:07,43 min |           |
| 8     | Jessica Vall          | Spanien        | 1:07,55 min |           |

### Lauf 2
8. August 2016, 03:37 Uhr MEZ
| Platz | Name                      | Nation             | Zeit        | Anmerkung |
| ----- | ------------------------- | ------------------ | ----------- | --------- |
| 1     | Lilly King                | Vereinigte Staaten | 1:05,70 min |           |
| 2     | Jinglin Shi               | China              | 1:06,31 min |           |
| 3     | Katie Meili               | Vereinigte Staaten | 1:06,52 min |           |
| 4     | Alia Atkinson             | Jamaika            | 1:06,52 min |           |
| 5     | Hrafnhildur Lúthersdóttir | Island             | 1:06,71 min |           |
| 6     | Rachel Nicol              | Kanada             | 1:06,73 min |           |
| 7     | Satomi Suzuki             | Japan              | 1:07,18 min |           |
| 8     | Viktoriya Zeynep Güneş    | Türkei             | 1:07,41 min |           |

## Finale
9. August 2016, 03:54 Uhr MEZ
| Platz | Name                      | Nation             | Zeit        | Anmerkung |
| ----- | ------------------------- | ------------------ | ----------- | --------- |
| 1     | Lilly King                | Vereinigte Staaten | 1:04,93 min | OR        |
| 2     | Julija Jefimowa           | Russland           | 1:05,50 min |           |
| 3     | Katie Meili               | Vereinigte Staaten | 1:05,69 min |           |
| 4     | Jinglin Shi               | China              | 1:06,37 min |           |
| 5     | Rachel Nicol              | Kanada             | 1:06,68 min |           |
| 6     | Hrafnhildur Lúthersdóttir | Island             | 1:07,18 min |           |
| 7     | Rūta Meilutytė            | Litauen            | 1:07,32 min |           |
| 8     | Alia Atkinson             | Jamaika            | 1:08,10 min |           |